# KMKM FC
Der Kikosi Maalum cha Kuzuia Magendo Football Club, kurz KMKM FC, ist ein sansibarischer Fußballverein aus Unguja. Aktuell (Stand Mai 2024) spielt der Verein in der ersten Liga.

## Stadion
Der Verein trägt seine Heimspiele im 5000 Zuschauer fassenden Unguja Park aus.
Der Verein ist einer der erfolgreichsten Vereine des Landes. 1984 gelang ihnen sensationell der Gewinn der tansanischen Fußballmeisterschaft. Auch konnten sie bisher neunmal die Meisterschaft der Zanzibar Premier League gewinnen. Der nationale tansanische Pokal "Nyerere Cup" gewannen sie bisher dreimal und den sansibarischen "Mapinduzi Cup" einmal. Durch die Erfolge konnten sie sich mehrmals für die afrikanischen Wettbewerbe qualifizieren.

## Erfolge
- Tansanischen Meister: 1984
- Tansanischer Pokalsieger: 1977, 1982, 1983
- Sansibarischer Meister: 1984, 1986, 2004, 2013, 2014, 2019, 2021, 2022, 2023
- Sansibarischer Pokalsieger: 2002

## Statistik in den CAF-Wettbewerben
| Wettbewerb                          | Runde         | Gegner                   | Hinspiel | Rückspiel |  |
| ----------------------------------- | ------------- | ------------------------ | -------- | --------- |  |
|                                     |               |                          |          |           |  |
| African Cup Winners’ Cup 1978       | 1. Runde      | Simba FC                 | 2:0 (H)  | 1:1 (A)   |  |
| African Cup Winners’ Cup 1978       | Viertelfinale | Mufulira Wanderers       | o/w      | o/w       |  |
| African Cup Winners’ Cup 1983       | 1. Runde      | CAPS United              | 2:3 (H)  | 0:4 (A)   |  |
| African Cup Winners’ Cup 1984       | 1. Runde      | al-Merreikh Omdurman     | 0:1 (A)  | 0:1 (H)   |  |
| African Cup of Champions Clubs 1985 | 1. Runde      | Power Dynamos            | 0:4 (A)  | 1:2 (H)   |  |
| CAF Champions League 2005           | Vorrunde      | Tusker FC                | 1:4 (A)  | 0:3 (H)   |  |
| CAF Confederation Cup 2011          | Vorrunde      | Daring Club Motema Pembe | 0:4 (H)  | 0:2 (A)   |  |
| CAF Champions League 2014           | Vorrunde      | Dedebit FC               | 0:3 (A)  | 2:0 (H)   |  |
| CAF Champions League 2015           | Vorrunde      | al-Hilal Khartum         | 0:2 (A)  | 1:0 (H)   |  |
| CAF Champions League 2019/20        | Vorrunde      | CD Primeiro de Agosto    | 0:2 (H)  | 0:2 (A)   |  |
| CAF Champions League 2021/22        | 1. Runde      | al-Ittihad               | 0:2 (H)  | 0:2 (A)   |  |